# Philip Martin Brown
Pour les articles homonymes, voir Brown.
Cet article possède un paronyme, voir Philip Brown.
Philip Martin Brown est un acteur britannique né le 9 juillet 1956 à Manchester.

## Filmographie partielle
Cinéma
- 1981 : L'Arme à l'œil (Eye of the Needle) de Richard Marquand : Billy Parkin
- 1984 : Le Bounty (The Bounty) de Roger Donaldson : John Adams
- 2018 : Peterloo de Mike Leigh : le propriétaire du moulin

Télévision
- 1985 : Coming Through de Peter Barber-Fleming : David
- 2008 : Inspecteur Barnaby (Midsomer Murders) (saison 11, épisode 6, Le Crépuscule des héros (Days of Misrule) : George Barkham
- 2017 : Amandine Malabul, sorcière maladroite, (saison 2et3) : Stanislas de Tramblepierre